# Johnie Cooks
Johnie Cooks (Leland, 23 de noviembre de 1958-Misisipi, 6 de julio de 2023) fue un jugador de fútbol americano de Estados Unidos que jugó 10 temporadas con tres equipos en la NFL en la posición de linebacker y ganó el Super Bowl XXV.

## Carrera

### Universitario
A nivel universitario jugó para los Mississippi State Bulldogs donde logró 373 tackleadas, de las cuales 241 las hizo en solitario, y en su segunda temporada tuvo 24 tackleadas en un solo partido, ante los Auburn Tigers, año en el cual ganó el premio al defensivo del año, fue elegido al primer equipo de la Conferencia SEC y primer equipo All-American, además de graduarse en Letras y Educación Física.

### Profesional
Fue seleccionado en la segunda posición de la primera ronda del Draft de 1983 por los Baltimore Colts, donde fue titular en solo dos partidos en su temporada de novato pero acumuló 63 tackleadas, provocó un fumble y consiguió una captura de quarterback. En su segunda temporada consiguió 67 tackleadas y lideró al equipo en capturas de quarterback con 11.5.
En 1988 pasó a los New York Giants, con quien ganó el Super Bowl XXV en 1991 ante los Buffalo Bills y estuvo en el equipo hasta 1990 cuando fue cambiado a los Cleveland Browns, donde es retiraría en 1992 a causa de las lesiones.